# Вулиця Литвиненко-Вольгемут

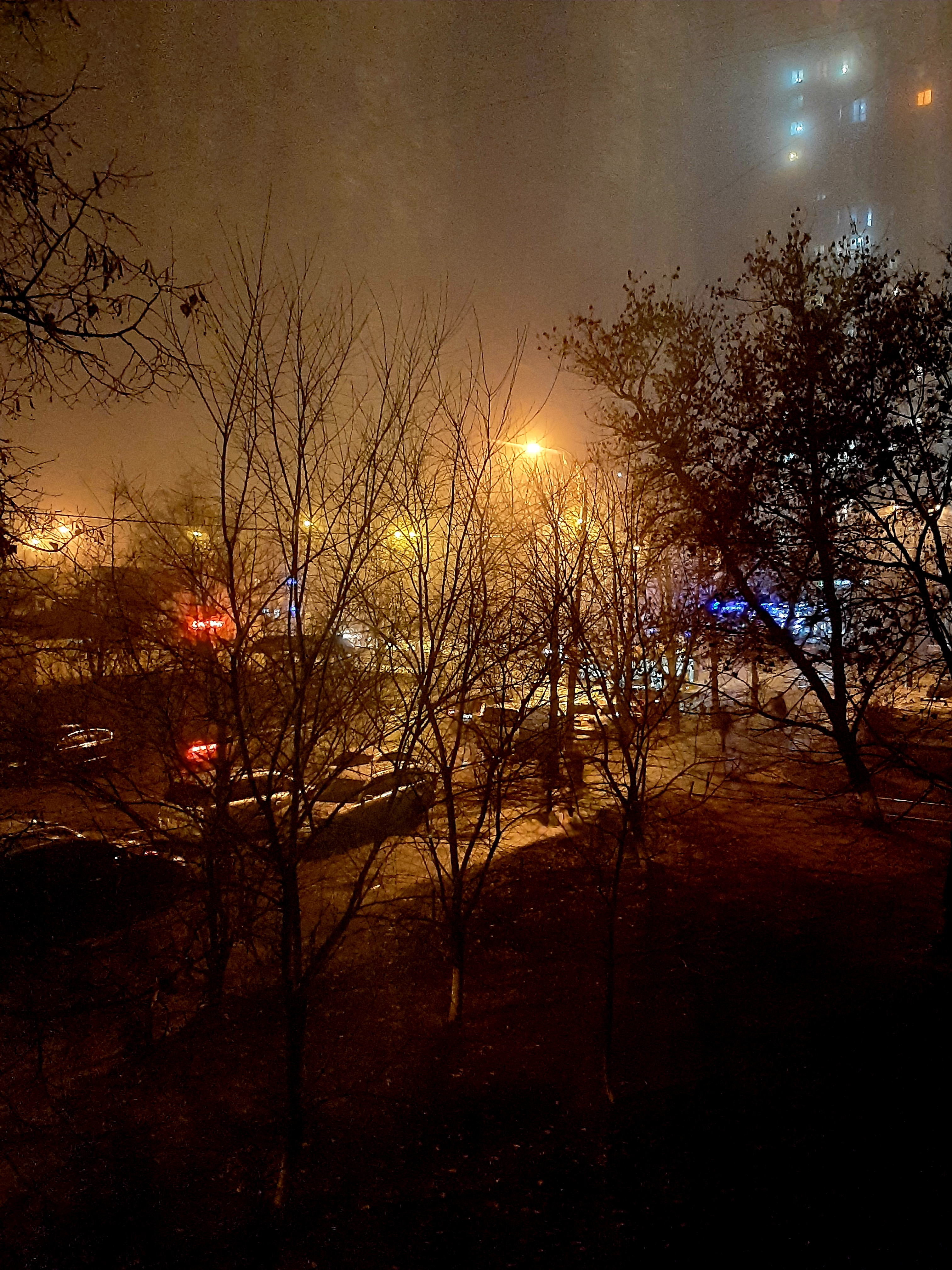

Ву́лиця Марії Литвине́нко-Во́льгемут — вулиця у Святошинському районі міста Києва, житловий масив Микільська Борщагівка. Пролягає від бульвару Миколи Руденка до Кільцевої дороги і вулиці Зодчих.

## Історія
Виникла у середині 1960-х років під проектною назвою 11-та вулиця. Сучасна назва на честь української співачки М. І. Литвиненко-Вольгемут — з 1967 року.